# Semigruppo di contrazione
In analisi matematica, un semigruppo {\displaystyle C_{0}} {\displaystyle \Gamma (t),\ t\geq 0} è detto semigruppo di contrazione se {\displaystyle \|\Gamma (t)\|\leq 1} per ogni {\displaystyle t\geq 0}. {\displaystyle \Gamma (t)} sarà invece detto semigruppo di quasicontrazione se esiste una costante {\displaystyle \omega } tale che {\displaystyle \|\Gamma (t)\|\leq e^{\omega t}} per ogni {\displaystyle t\geq 0}.

## Esempio 1: Semigruppo di moltiplicazione
Sia {\displaystyle (X,\Sigma ,m)} uno spazio di misura {\displaystyle \sigma }-finito. Considerando una funzione {\displaystyle \varphi :X\to [0,\infty )}, si definisca l'operatore {\displaystyle S(t)} su {\displaystyle L^{1}=L^{1}(X,\Sigma ,m)} come {\displaystyle S(t)f(x)=e^{-t\varphi (x)}f(x).} Si avrà:
{\displaystyle \left\|S(t)f\right\|=\int _{X}\left|e^{-t\varphi (x)}f(x)\right|m(dx)\leq \int _{X}\left|f(x)\right|m(dx)=\left\|f\right\|}
per ogni {\displaystyle f\in L^{1}} e {\displaystyle t\geq 0}. Pertanto {\displaystyle \{S(t)\}_{t\geq 0}} è un semigruppo su {\displaystyle L^{1}}. Dal teorema della convergenza dominata segue che
{\displaystyle \lim _{t\downarrow 0}\left\|S(t)f-f\right\|=\int _{X}\lim _{t\downarrow 0}\left|e^{-t\varphi (x)}f(x)-f(x)\right|m(dx)=0}
per ogni {\displaystyle f\in L^{1}}, dunque {\displaystyle \{S(t)\}_{t\geq 0}} è un semigruppo fortemente continuo, nonché contrattivo.

## Esempio 2: Semigruppo di traslazione
Sia {\displaystyle X} lo spazio delle funzioni integrabili secondo Lebesgue su {\displaystyle \mathbb {R} }, {\displaystyle L^{1}(\mathbb {R} )}. Si definisce l'operatore di traslazione {\displaystyle S(t)} su {\displaystyle X} come {\displaystyle S(t)f(x)=f(x-t),\;\;x\in \mathbb {R} ,\;\;t\geq 0.}
{\displaystyle \{S(t)\}_{t\geq 0}} è un semigruppo su {\displaystyle X} e, per ogni {\displaystyle f\in X=L^{1}(\mathbb {R} )}, si ha
{\displaystyle \|S(t)f\|=\int _{\mathbb {R} }|f(x-t)|dx=\int _{\mathbb {R} }|f(x)|dx=\|f\|.}
Dunque {\displaystyle \{S(t)\}_{t\geq 0}} è un semigruppo contrattivo su {\displaystyle L^{1}(\mathbb {R} )}.